# Кучова
Кучова (на албански: Kuçovë) е град в Централна Албания. Населението му е 12 654 жители (2011 г.). Намира се в часова зона UTC+1. Пощенските му кодове са 5301 – 5304, а телефонния 0311. МПС кодът му е KV.